# Telipogon acicularis
Telipogon acicularis är en orkidéart som först beskrevs av Robert Louis Dressler, och fick sitt nu gällande namn av Norris Hagan Williams och Robert Louis Dressler. Telipogon acicularis ingår i släktet Telipogon och familjen orkidéer. Inga underarter finns listade i Catalogue of Life.